# Esporte Clube Futuro (pallavolo femminile)
L'Esporte Clube Futuro è un club pallavolistico femminile brasiliano, con sede ad Araçatuba.

## Storia
Il Grêmio Recreativo e Esportivo Reunidas nasce nel 2002 e debutta in Superliga nella stagione 2006-07, classificandosi all'ottavo posto e qualificandosi per i play-off, dove però viene eliminato dal Rio de Janeiro Vôlei Clube. La stagione successiva chiude nuovamente all'ottavo posto e viene nuovamente eliminato ai quarti di finale dal Rio de Janeiro. Dopo il decimo posto nella stagione 2008-09, nel 2009-10 chiude al sesto posto, ma viene eliminato il tre partite dal Minas Tênis Clube ai quarti di finale.
Nel corso dell'estate del 2010 la squadra viene notevolmente rinforzata con gli ingaggi di Paula Pequeno e Fabiana Claudino, campionesse olimpiche col Brasile a Pechino 2008, Joyce da Silva e delle nazionali statunitensi Stacy Sykora e Alisha Glass. La stagione tuttavia si rivela poco fortunata. Nel campionato statale raggiunge la finale, perdendo però contro l'Esporte Clube Pinheiros. Nel corso della stagione regolare della Superliga la statunitense Alisha Glass si infortuna ad una mano, saltando l'intero finale di stagione. Durante i play-off, prima di gara 1 di sefinale contro l'Osasco Voleibol Clube, il pullman sul quale viaggia la squadra ha un incidente stradale, ribaltandosi sul fianco; diverse atlete restano lievemente ferite, mentre le condizioni di Stacy Sykora sono decisamente più gravi: il libero statunitense subisce un trauma cranico-encefalico e piccole emorragie interne nel lato sinistro del cervello, che la costringono a restare lontana dai campi.
Nella stagione 2011-12 vince il primo titolo della sua storia, aggiudicandosi il Campionato Paulista; nel campionato brasiliano però si classifica per la seconda volta consecutiva al terzo posto, eliminato in semifinale dal Rio de Janeiro Vôlei Clube. Durante l'estate del 2012, dopo soli dieci anni di attività, viene annunciata la chiusura della squadra di pallavolo femminile a causa della perdita di alcune sponsorizzazioni.
Nel 2019 viene rifondato sotto l'egida della polisportiva Esporte Clube Futuro.

## Palmarès
- Campionato Paulista: 1

2011

## Denominazioni precedenti
- 2002-2012: Grêmio Recreativo e Esportivo Reunidas